# アコーレーサー
アコーレーサーは、1980年前後に上尾工業株式会社で製造されていた子供向けの4輪自転車。構造はカートに似ておりフレーム上にシート、バンパー、ハンドルが取り付けられていた。ペダル式、ローラーチェーン伝達の後輪駆動。ホンダのディーラーや玩具店などで販売されていた。